# Afrobystra variata
Afrobystra variata là một loài tò vò trong họ Ichneumonidae.